# Epidonta hulstaerti
Epidonta hulstaerti är en fjärilsart som beskrevs av Sergius G. Kiriakoff 1962. Epidonta hulstaerti ingår i släktet Epidonta och familjen tandspinnare. Inga underarter finns listade i Catalogue of Life.